# John Kapelos

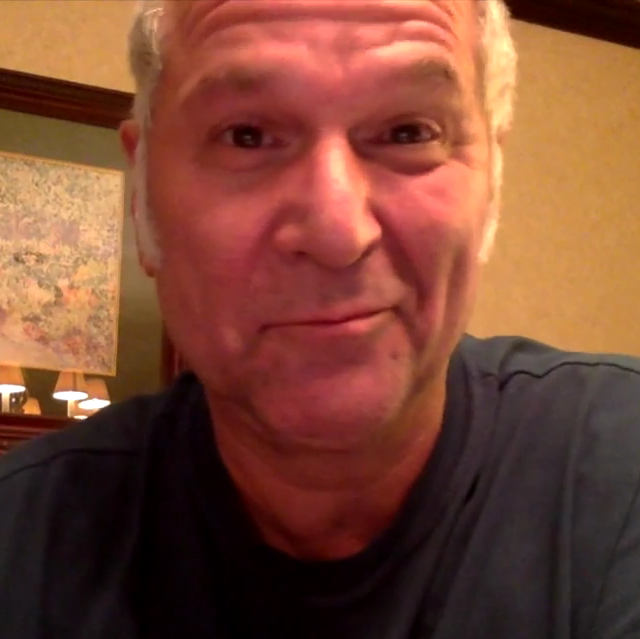
John Kapelos (2014)

John Kapelos (* 8. März 1956 in London, Ontario) ist ein kanadisch-US-amerikanischer Schauspieler.

## Leben
Der gebürtige Kanadier mit griechischen Wurzeln begann seine Karriere auf der Theaterbühne und war von 1978 bis 1982 ein Mitglied der bekannten Theatergruppe The Second City in Chicago. Auch am Off-Broadway in New York City trat er schon auf. Seine Filmkarriere begann der Schauspieler 1981 mit einer kleinen Rolle als Mechaniker im Film Der Einzelgänger. Eine seiner bekanntesten Rollen spielte er als lebenskluger Hausmeister Carl in der Teenager-Komödie The Breakfast Club von John Hughes aus dem Jahr 1985. Mit Das darf man nur als Erwachsener (1984) und L.I.S.A. – Der helle Wahnsinn (1985) wirkte er auch noch an zwei weiteren Teenagerfilmen von Hughes mit.
Bis heute trat John Kapelos an über 180 Film- und Fernsehproduktionen als Schauspieler in Erscheinung. Während er in Kinofilmen nicht über Nebenrollen hinauskam, übernahm er als Detective Schanke in der Fernsehserie Nick Knight – Der Vampircop (1992–1996) auch eine der Hauptrollen. Weitere Filmprojekte, in denen er unter anderem mitwirkte, sind Nothing in Common – Sie haben nichts gemeinsam (1986), Roxanne (1987) sowie Internal Affairs – Trau’ ihm, er ist ein Cop (1990). Hinzu kommen auch eine Vielzahl von Gastauftritten in Fernsehserien, darunter Desperate Housewives, Queer as Folk, Akte X, Seinfeld und CSI: Den Tätern auf der Spur. In der Streaming-Serie The Umbrella Academy spielte er 2020 in der zweiten Staffel wiederkehrend die historische Rolle des Jack Ruby.

## Filmografie (Auswahl)

### Film
- 1981: Der Einzelgänger (Thief)
- 1982: Tootsie
- 1983: Class
- 1983: Dr. Detroit (Doctor Detroit)
- 1984: Das darf man nur als Erwachsener (Sixteen Candles)
- 1984: Das nackte Gesicht (The Naked Face)
- 1985: Der Frühstücksclub (The Breakfast Club)
- 1985: L.I.S.A. – Der helle Wahnsinn (Weird Science)
- 1986: Nothing in Common – Sie haben nichts gemeinsam (Nothing in Common)
- 1987: Roxanne
- 1988: Vibes – Die übersinnliche Jagd nach der glühenden Pyramide (Vibes)
- 1990: Internal Affairs – Trau’ ihm, er ist ein Cop (Internal Affairs)
- 1991: Nur die See kennt die Wahrheit (And the Sea Will Tell, Fernsehfilm)
- 1993: Jenseits der Unschuld (Guilty as Sin)
- 1994: Shadow und der Fluch des Khan (The Shadow)
- 1996: Der Hexenclub (The Craft)
- 1997: Das Relikt (The Relic)
- 1999: Tief wie der Ozean (The Deep End of the Ocean)
- 2001: Natürlich blond (Legally Blonde)
- 2002: Auto Focus
- 2003: Ich klage an (I Accuse)
- 2003: Mimic 3: Sentinel
- 2004: Shallow Ground
- 2006: Rebell in Turnschuhen (Stick It)
- 2007: Whisper – Die Stimme des Bösen (Whisper)
- 2008: Snow Buddies – Abenteuer in Alaska (Snow Buddies)
- 2013: Love. Sex. Life.
- 2017: Shape of Water – Das Flüstern des Wassers (The Shape of Water)
- 2018: Love Shot

### Fernsehserien
- 1985: Miami Vice (1 Folge)
- 1986: Wer ist hier der Boss? (Who’s the Boss?; 1 Folge)
- 1992–1995: Nick Knight – Der Vampircop (Forever Knight, 48 Folgen)
- 1992: Zurück in die Vergangenheit (Quantum Leap; 1 Folge)
- 1993: Seinfeld (1 Folge)
- 1995: Diagnose: Mord (Diagnosis Murder; 1 Folge)
- 1996: Hör mal, wer da hämmert (Home Improvement; 1 Folge)
- 2000: Angel – Jäger der Finsternis (Angel, 1 Folge)
- 2002: Emergency Room – Die Notaufnahme (ER, 1 Folge)
- 2002: CSI: Den Tätern auf der Spur (CSI: Crime Scene Investigation, 1 Folge)
- 2002: The District – Einsatz in Washington (The District, 1 Folge)
- 2002: Akte X – Die unheimlichen Fälle des FBI (The X-Files, 1 Folge)
- 2003: Dead Zone (1 Folge)
- 2003: Für alle Fälle Amy (Judging Amy, 1 Folge)
- 2003: Dead Like Me – So gut wie tot (Dead Like Me, 2 Folgen)
- 2004: Boston Legal (1 Folge)
- 2004: Without a Trace – Spurlos verschwunden (Without a Trace, 1 Folge)
- 2004: Crossing Jordan – Pathologin mit Profil (Crossing Jordan, 1 Folge)
- 2004: Cold Case – Kein Opfer ist je vergessen (Cold Case, 1 Folge)
- 2005: Frasier (1 Folge)
- 2005: Gilmore Girls (1 Folge)
- 2005: Queer as Folk (4 Folgen)
- 2006: CSI: NY (1 Folge)
- 2006: Desperate Housewives (4 Folgen)
- 2007: One Tree Hill (1 Folge)
- 2007: Monk (1 Folge)
- 2007: Chuck (1 Folge)
- 2009: Dr. House (House, 1 Folge)
- 2009: Zeke und Luther (Zeke and Luther; 1 Folge)
- 2009: ICarly (1 Folge)
- 2010: The Mentalist (1 Folge)
- 2011: Criminal Minds (1 Folge)
- 2013: Modern Family (1 Folge)
- 2013–2014: Justified (9 Folgen)
- 2013–2014: Psych (2 Folgen)
- 2014: Republic of Doyle – Einsatz für zwei (Rebublic of Doyle, 3 Folgen)
- 2016: Navy CIS (NCIS, 1 Folge)
- 2017–2018: Suits (3 Folgen)
- 2020: The Umbrella Academy (5 Folgen)
- 2021: Big Sky (2 Folgen)
- 2021: Magnum P.I. (Folge 4x02)